# Старая Уфа

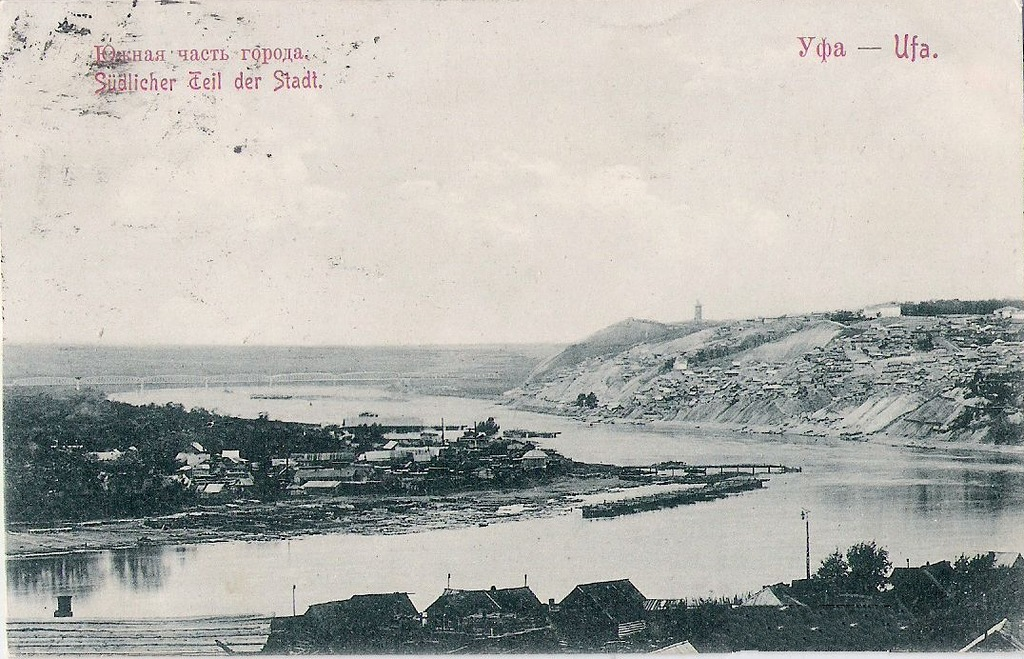
Южная часть Уфы. Дореволюционная открытка

Ста́рая Уфа́ (баш. Иҫке Өфө) — историческое название южной части города Уфы. Это место, где Уфа возникла и сформировалась.

## История
В Старой Уфе находились Уфимский Кремль, городской посад, первые уфимские дома и улицы. В дальнейшем Старой Уфой начали называть часть города по левому берегу реки Сутолоки, располагающуюся на Сергиевской и Усольской горах.
Засутолочная часть Старой Уфы изначально отличалась беспорядочностью застройки, в которой отсутствовала какая-либо планировка. В итоге в хаотическом расположении домов, садов, улочек и переулков могли разобраться только коренные обитатели этих мест. Это было обусловлено как отсутствием генерального плана городской застройки, так и сложным рельефом местности.
Серьёзная перепланировка Старой Уфы началась только в 1970-х гг., когда на старых улицах стали возводить новые современные дома и микрорайоны.
Ныне под Старой Уфой чаще всего понимают всю центральную южную часть Уфы, не имеющую чётких границ и входящую в состав Кировского района города.